# Campionat d'Espanya d'enduro 1999
La temporada de 1999 del Campionat d'Espanya d'enduro fou la 20a edició d'aquest campionat, organitzat per la Reial Federació Motociclista Espanyola. El calendari oficial constava de 6 proves puntuables, celebrades entre el 28 de febrer i el 14 de novembre. Dues de les proves programades es disputaren als Països Catalans: Enduro de Reus (28 de febrer) i Enduro d'Artés (la darrera, el 14 de novembre).

## Classificació final

### 125cc
| Posició | Pilot         | Motocicleta | Punts |
| ------- | ------------- | ----------- | ----- |
| 1       | Isidre Esteve | Yamaha      | ?     |
| 2       | ?             | ?           | ?     |
| 3       | ?             | ?           | ?     |
| 4       | ?             | ?           | ?     |
| 5       | ?             | ?           | ?     |
| 6       | ?             | ?           | ?     |
| 7       | ?             | ?           | ?     |
| 8       | ?             | ?           | ?     |
| 9       | ?             | ?           | ?     |
| 10      | ?             | ?           | ?     |

### 250cc

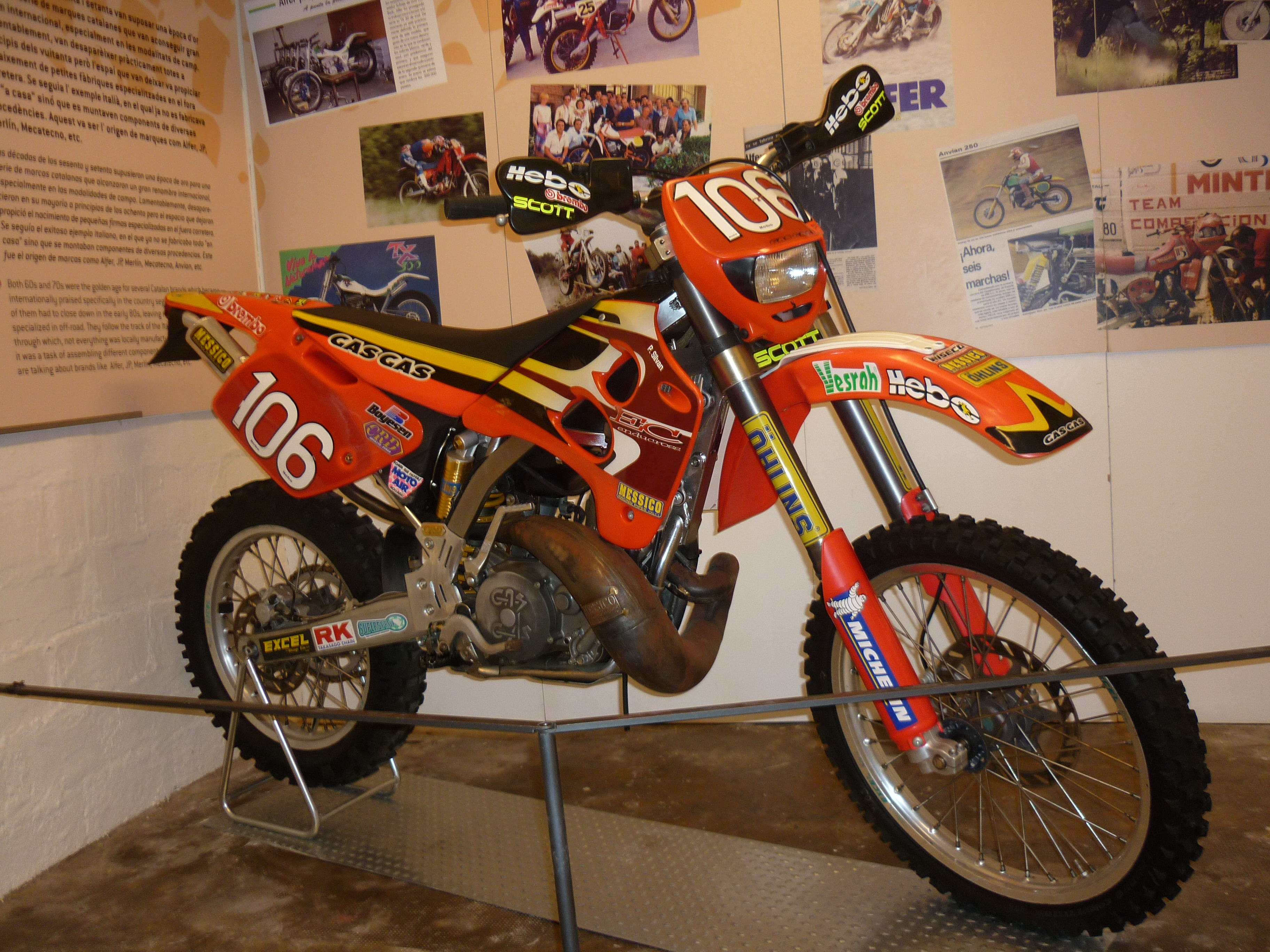
La Gas Gas 250 que pilotà Petteri Silván el 1999

| Posició | Pilot             | Motocicleta | Punts |
| ------- | ----------------- | ----------- | ----- |
| 1       | Miki Arpa         | Husqvarna   | 90    |
| 2       | Xavier Puigdemont | Gas Gas     | 86    |
| 3       | Xacob Agra        | KTM         | 79    |
| 4       | Petteri Silván    | Gas Gas     | 73    |
| 5       | Gerard Farrés     | KTM         | 63    |
| 6       | Xevi Pons         | Honda       | 46    |
| 7       | ?                 | ?           | ?     |
| 8       | ?                 | ?           | ?     |
| 9       | ?                 | ?           | ?     |
| 10      | ?                 | ?           | ?     |

### 4T
| Posició | Pilot           | Motocicleta | Punts |
| ------- | --------------- | ----------- | ----- |
| 1       | Jordi Duran     | KTM         | 81    |
| 2       | Marc Puigdemont | Gas Gas     | 68    |
| 3       | ?               | ?           | ?     |
| 4       | ?               | ?           | ?     |
| 5       | ?               | ?           | ?     |
| 6       | ?               | ?           | ?     |
| 7       | ?               | ?           | ?     |
| 8       | ?               | ?           | ?     |
| 9       | ?               | ?           | ?     |
| 10      | ?               | ?           | ?     |

### Scratch
| Posició | Pilot             | Motocicleta   | Punts |
| ------- | ----------------- | ------------- | ----- |
| 1       | Miki Arpa         | Husqvarna 250 | 90    |
| 2       | Xavier Puigdemont | Gas Gas 250   | 86    |
| 3       | Xacob Agra        | KTM 250       | 79    |
| 4       | Petteri Silván    | Gas Gas 250   | 73    |
| 5       | Gerard Farrés     | KTM 250       | 60    |
| 6       | Xevi Pons         | Honda 250     | 45    |
| 7       | ?                 | ?             | ?     |
| 8       | ?                 | ?             | ?     |
| 9       | ?                 | ?             | ?     |
| 10      | ?                 | ?             | ?     |